# Хеан Деса
Хеан Деса е перуански футболист, национал на страната си, крило на Левски (София). Роден е на 9 юни 1993 г. в Каляо, Перу.

## Кариера
Хеан Деса започва да играе футбол в Академия Кантолао и още 18-годишен се мести в Европа, където заиграва за словашкия Жилина. В началото на 2013 г. се връща в родината си и подписва с Универсидад Сан Мартин. По-късно през същата година е даден под наем на Монпелие и след 12 изиграни мача и 1 вкаран гол подписва за постоянно с френския тим. Постоянните му изяви в Лига 1 довеждат до повиквателния в националния отбор на Перу. През 2015 г. се завръща отново за кратко в родината за период под наем в Алианса Лима. Прз лятото на 2016 г. договора му с Монпелие изтича и той подписва за 2 години с българския Левски София. 